# Kiskunmajsa (distrikt)
Kiskunmajsa är ett distrikt i Ungern. Det ligger i provinsen Bács-Kiskun, i den centrala delen av landet, 120 km söder om huvudstaden Budapest.